# Isosaari (ö i Finland, Lappland, Tornedalen, lat 66,62, long 24,79)
Isosaari är en ö i Finland. Den ligger i sjön Palolompolo och i kommunen Övertorneå i den ekonomiska regionen  Tornedalens ekonomiska region  och landskapet Lappland, i den norra delen av landet, 700 km norr om huvudstaden Helsingfors. Öns area är 4,5 hektar och dess största längd är 340 meter i sydöst-nordvästlig riktning.